# Dodecaedro truncado
El dodecaedro truncado es un sólido de Arquímedes que se obtiene truncando cada vértice de un dodecaedro. Posee 12 caras regulares decagonales, 20 caras regulares triangulares, 60 vértices y 90 aristas.

## Relaciones geométricas
Este poliedro se puede formar a partir de un dodecaedro regular mediante truncado (cortando sus esquinas), de modo que las caras pentagonales se conviertan en decágonos y las esquinas se conviertan en triángulos equiláteros.
Se utiliza en el teselado celdas-transitivo que llena el espacio hiperbólico, el panal icosaédrico bitruncado.

## Área y volumen
El área A y el volumen V de un dodecaedro truncado de longitud de arista a son:
{\displaystyle {\begin{aligned}A&=5\left({\sqrt {3}}+6{\sqrt {5+2{\sqrt {5}}}}\right)a^{2}&&\approx 100.990\,76a^{2}\\V&={\tfrac {5}{12}}\left(99+47{\sqrt {5}}\right)a^{3}&&\approx 85.039\,6646a^{3}\end{aligned}}}

## Coordenadas cartesianas
Las coordenadas cartesianas para los vértices de un dodecaedro truncado con longitud de arista 2φ − 2, centrado en el origen, son todas las permutaciones pares de:
(0, ±1φ, ±(2 + φ))
(±1φ, ±φ, ±2φ)
(±φ, ±2, ±(φ + 1))
donde φ = 1 + √52 es el número áureo.

## Proyecciones ortogonales
El dodecaedro truncado tiene cinco proyecciones ortogonales especiales, centradas en: un vértice, en dos tipos de aristas y dos tipos de caras. Los dos últimos corresponden a los planos de Coxeter A2 y H2.
| Centradas en        | Vértices | Arista 3-3 | Arista 10-10 | Cara triangular | Cara Decagonal |
| ------------------- | -------- | ---------- | ------------ | --------------- | -------------- |
| Sólido              |          |            |              |                 |                |
| Alámbrico           |          |            |              |                 |                |
| Simetría proyectiva | [2]      | [2]        | [2]          | [6]             | [10]           |
| Dual                |          |            |              |                 |                |

## Teselaciones esféricas y diagramas de Schlegel
El dodecaedro truncado también se puede representar como un poliedro esférico y proyectarse sobre el plano a través de una proyección estereográfica. Esta proyección es conforme, preservando los ángulos pero no las áreas ni las longitudes. Las líneas rectas sobre la esfera se proyectan como arcos circulares sobre el plano.
Los diagramas de Schlegel son similares, con una proyección perspectiva y aristas rectas.
| Proyección ortogonal | Proyecciones estereográficas | Proyecciones estereográficas |
| -------------------- | ---------------------------- | ---------------------------- |
|                      | Centrada en decágono         | Centrada en triángulo        |
|                      |                              |                              |

## Disposición de vértices
Comparte su disposición de vértices con tres poliedros uniformes estrellados:
| Dodecaedro truncado | Gran icosicosidodecaedro | Gran dodecicosidodecaedro ditrigonal | Gran dodecicosaedro |

## Poliedros y teselados relacionados
Es parte de un proceso de truncamiento entre un dodecaedro y un icosaedro:
| Familia de poliedros icosaédricos uniformes | Familia de poliedros icosaédricos uniformes | Familia de poliedros icosaédricos uniformes | Familia de poliedros icosaédricos uniformes | Familia de poliedros icosaédricos uniformes | Familia de poliedros icosaédricos uniformes | Familia de poliedros icosaédricos uniformes | Familia de poliedros icosaédricos uniformes |
| Simetría: [5,3], (*532)                     | Simetría: [5,3], (*532)                     | Simetría: [5,3], (*532)                     | Simetría: [5,3], (*532)                     | Simetría: [5,3], (*532)                     | Simetría: [5,3], (*532)                     | Simetría: [5,3], (*532)                     | [5,3]+, (532)                               |
| ------------------------------------------- | ------------------------------------------- | ------------------------------------------- | ------------------------------------------- | ------------------------------------------- | ------------------------------------------- | ------------------------------------------- | ------------------------------------------- |
|                                             |                                             |                                             |                                             |                                             |                                             |                                             |                                             |
|                                             |                                             |                                             |                                             |                                             |                                             |                                             |                                             |
| {5,3}                                       | t{5,3}                                      | r{5,3}                                      | t{3,5}                                      | {3,5}                                       | rr{5,3}                                     | tr{5,3}                                     | sr{5,3}                                     |
| Duales de los poliedros uniformes           |                                             |                                             |                                             |                                             |                                             |                                             |                                             |
|                                             |                                             |                                             | Archivo:PentakisDodecahedron.svg            |                                             |                                             |                                             |                                             |
| V5.5.5                                      | V3.10.10                                    | V3.5.3.5                                    | V5.6.6                                      | V3.3.3.3.3                                  | V3.4.5.4                                    | V4.6.10                                     | V3.3.3.3.5                                  |

Este poliedro está topológicamente relacionado como parte de la secuencia de poliedros uniformes truncados con configuración de vértices (3.2n.2n) y simetría [n,3] del grupo de Coxeter.
| Formas truncadas |        |        |        |          |          |          |          |        |
| Símbolo          | t{2,3} | t{3,3} | t{4,3} | t{5,3}   | t{6,3}   | t{7,3}   | t{8,3}   | t{∞,3} |
| Triaquis figuras |        |        |        |          |          |          |          |        |
| Config.          | V3.4.4 | V3.6.6 | V3.8.8 | V3.10.10 | V3.12.12 | V3.14.14 | V3.16.16 | V3.∞.∞ |

## Grafo del dodecaedro truncado
En el campo de la teoría de grafos, el grafo del dodecaedro truncado es el esquema de vértices y aristas del dodecaedro truncado, uno de los sólidos arquimedianos. Tiene 60 vértices y 90 líneas, y es un grafo arquimediano cúbico.
| Circular |